# Rhyacophila kincaidi
Rhyacophila kincaidi là một loài Trichoptera trong họ Rhyacophilidae. Chúng phân bố ở miền Tân bắc.